# Musièges
Musièges ist eine französische Gemeinde im Département Haute-Savoie in der Region Auvergne-Rhône-Alpes.

## Geographie
Musièges liegt auf 431 m, etwa 18 Kilometer nordwestlich der Stadt Annecy (Luftlinie). Das Bauerndorf erstreckt sich auf einer Geländeterrasse am Westabhang des Mont, über dem Talboden der Usses, südlich der Montagne de Vuache, im Genevois.
Die Fläche des 2,98 km² großen Gemeindegebiets umfasst einen Abschnitt des Genevois. Eingefasst wird die Geländeterrasse von Musièges im Süden und Westen durch das Tal der Usses, eines linken Seitenflusses der Rhone, im Norden durch das eingeschnittene Tal des Fornant. Unterhalb von Musièges mündet der Fornant in die Usses. Nach Osten erstreckt sich das Gemeindeareal bis auf die bewaldete Krete des Mont, welcher jenseits der Talenge von Malpas die südliche Fortsetzung der Montagne de Vuache bildet. Auf dem Kamm wird mit 701 m die höchste Erhebung von Musièges erreicht.
Zu Musièges gehört der Weiler Serrasson (330 m) im Talboden des Usses. Nachbargemeinden von Musièges sind Chaumont im Norden, Contamine-Sarzin im Osten, Chilly im Süden sowie Frangy im Westen.

## Geschichte
Das Gemeindegebiet von Musièges war bereits in vorgeschichtlicher Zeit besiedelt. Auf dem Mont befand sich während der Bronzezeit ein befestigter Ort.  Erstmals urkundlich erwähnt wurde die Ortschaft im 15. Jahrhundert. Musièges gehörte von 1860 bis 2015 zum Wahlkreis (Kanton) Frangy.

## Bevölkerung
| Jahr                       | 1962 | 1968 | 1975 | 1982 | 1990 | 1999 | 2006 | 2012 | 2020 |
| Einwohner                  | 132  | 167  | 160  | 191  | 281  | 269  | 303  | 379  | 416  |
| Quellen: Cassini und INSEE |      |      |      |      |      |      |      |      |      |

Mit 421 Einwohnern (Stand 1. Januar 2022) gehört Musièges zu den kleinen Gemeinden des Départements Haute-Savoie. Im Verlauf des 19. und 20. Jahrhunderts nahm die Einwohnerzahl aufgrund starker Abwanderung kontinuierlich ab (1861 wurden in Musièges noch 275 Einwohner gezählt). Seit Beginn der 1980er Jahre wurde jedoch wieder eine deutliche Bevölkerungszunahme verzeichnet.

## Sehenswürdigkeiten
Die Kirche Saint-Hilaire in Musièges wurde im 19. Jahrhundert im Stil der Neugotik errichtet.

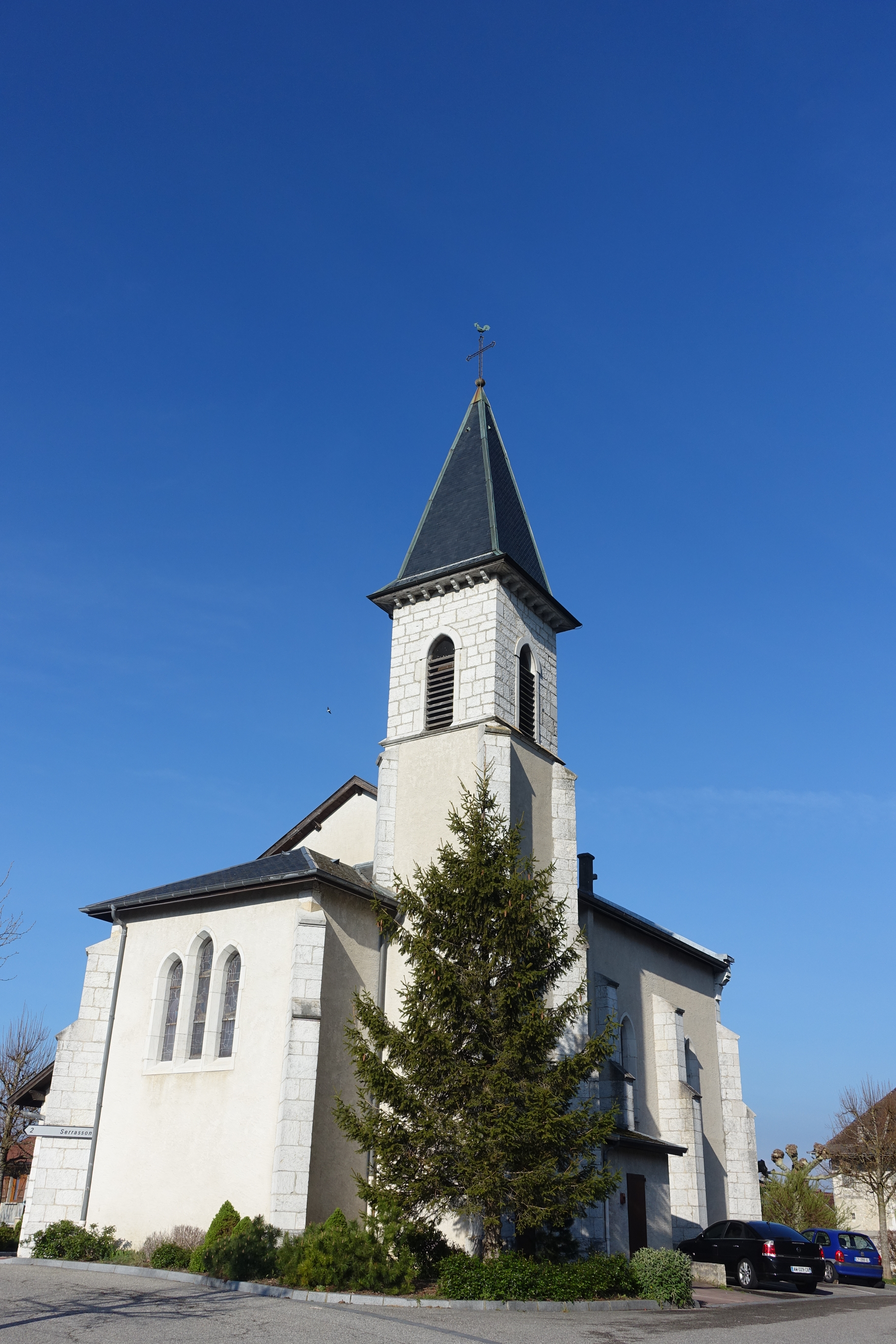
Kirche Saint-Hilaire

## Wirtschaft und Infrastruktur
Musièges ist noch heute ein vorwiegend durch die Landwirtschaft geprägtes Dorf. Musièges liegt in der Weinbauregion Savoie. Weißweine aus der Rebsorte Altesse (lokal Roussette genannt) dürfen unter der geschützten Herkunftsbezeichnung Roussette de Savoie vermarktet werden. Für Weißweine anderer Rebsorten sowie Rotweine gilt die AOC Vin de Savoie.
Daneben gibt es einige Betriebe des lokalen Kleingewerbes. Zahlreiche Erwerbstätige sind Wegpendler, die in den größeren Ortschaften der Umgebung sowie im Raum Annecy und Genf-Annemasse ihrer Arbeit nachgehen.
Die Ortschaft liegt abseits der größeren Durchgangsstraßen, ist aber von der Hauptstraße N508, die von Annecy nach Bellegarde-sur-Valserine führt, leicht erreichbar. Weitere Straßenverbindungen bestehen mit Contamine-Sarzin und Chaumont. Der nächste Anschluss an die Autobahn A40 befindet sich in einer Entfernung von rund 13 km.